# Skiffervireo
Skiffervireo (Vireo brevipennis) är en annorlunda medlem i släktet Vireo

## Utseende
Skiffervireon har för familjen en unik skiffergrå fjäderdräkt och relativt lång stjärt. Dess ving- och stjärtpennor har olivgröna kanter och den har en ljusgrön hjässa. Buken, och ett parti under näbben och ned på hakan, är vita och den har en tydligt vit iris. I övrigt är fågeln mörkgrå. 

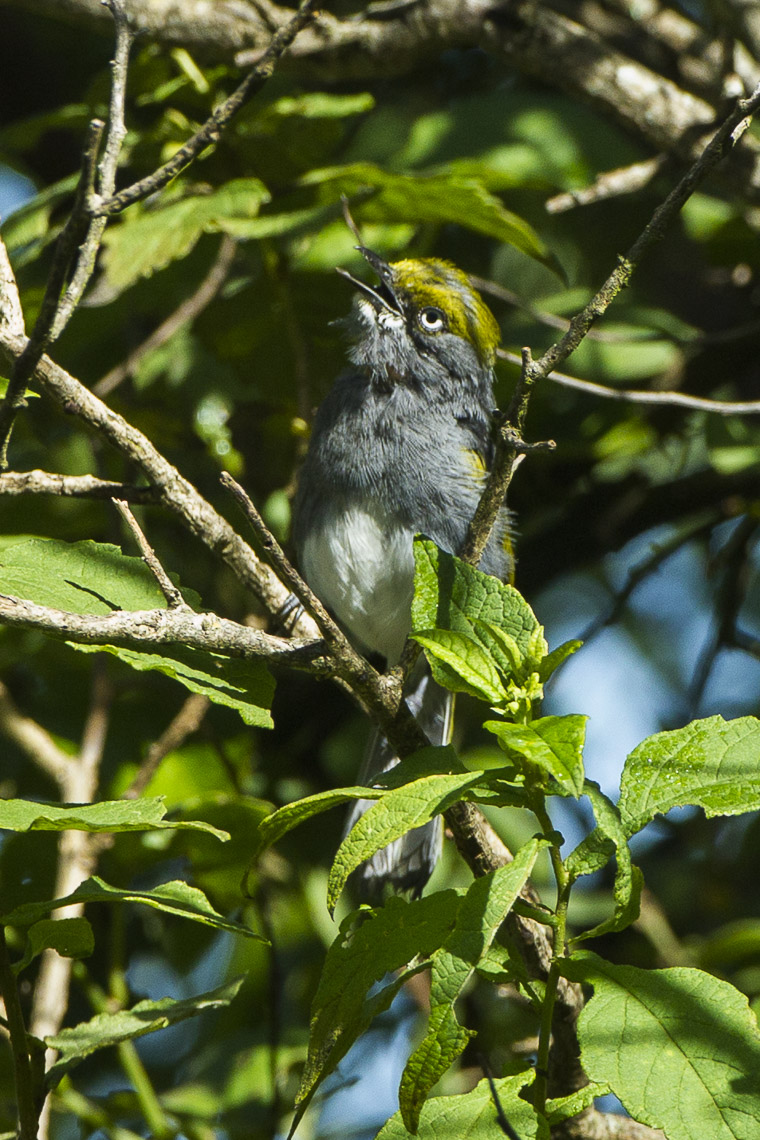

## Utbredning och systematik
Fågeln lever enbart i det buskiga höglandet i södra Mexiko där den är en stannfågel. Den behandlas antingen som monotypisk eller delas in i två underarter med följande utbredning:
- Vireo brevipennis browni – sydvästra Mexiko i delstaten Guerrero
- Vireo brevipennis brevipennis … sydvästra till sydöstra Mexiko, från Jalisco och Colima till Morelos, västcentrala Veracruz och centrala Oaxaca

### Släktestillhörighet
På grund av sitt avvikande utseende placerades den förr i det egna släktet Neochloe, men genetiska studier visar att den är närbesläktad med övriga arter i Vireo och förs idag dit.

## Status
Skiffervireon har ett stort utbredningsområde och IUCN kategoriserar artens bestånd som livskraftigt. Den är dock relativt fåtalig, med ett population bestående av under 50 000 vuxna individer. Populationsutvecklingen är oklar.